# 리칭 (배우)

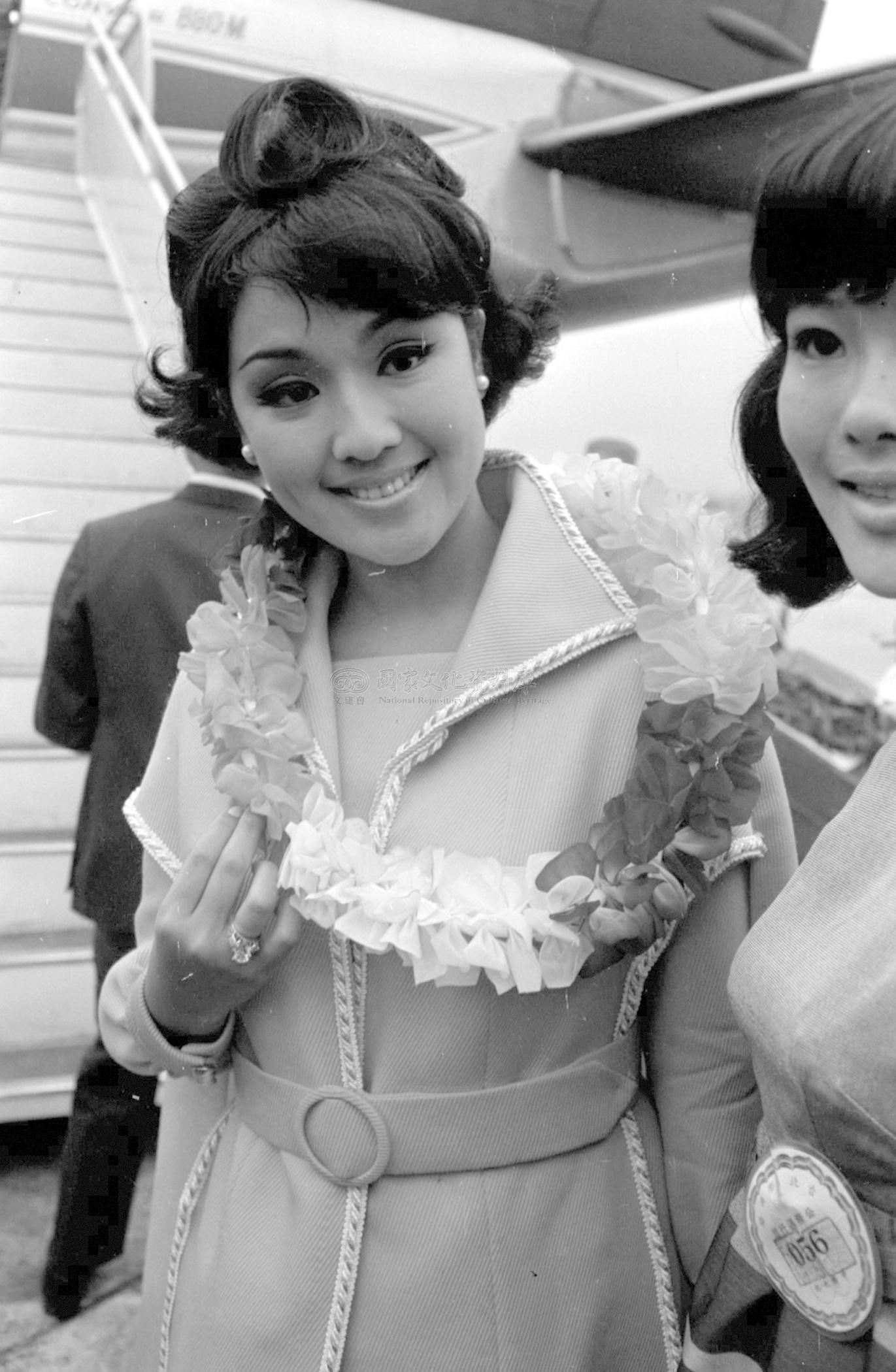

리칭(Li Ching, 李菁, 본명: 리궈잉 李國瑛, 1948년 11월 8일 ~ 2018년 2월 22일)은 중화인민공화국의 영화배우이다.
상하이시에서 태어났으며 홍콩에서 사망하였다.

## 영화
- 신동거시대 (1994년)
- 혈기변 (1982년)
- 사조영웅전 3 (1981년)
- 벽혈검 (1981년)
- 소림여무당 (1980년)
- 초류향편복전기 (1978년)
- 수화대도 (1978년)
- 신홍루몽 (1978년)
- 초류향 (1977년)
- 결살령 (1977년)
- 유성호접검 (1976년)
- 귀마소천사 (1974년)
- 검은 야광주 (1974년)
- 칠십이가방객 (1973년)
- 반혼녀 (1973년)
- 사기사 (1972년)
- 14인의 여걸 (1972년)
- 여선생 (1972년) - 채화 역
- 응왕 (1971년)
- 신외팔이 (1971년)
- 무명영웅 (1971년)
- 빙천협녀 (1971년)
- 협사행 (1971년)
- 아랑곡의 혈투 (1970년)
- 삼소 (1969년) - 추향 역
- 사각 (1969년)
- 보표 (1969년)
- 철수무정 (1969년)
- 화월량소 (1968년)
- 연쇄 (1967년) - 연쇄 역
- 스잔나 (1967년)
- 어미인 (1965년) - 잉어 정령/목단 역
- 달기 (1964년)
- 옥당춘 (1962년)